# Иван Вуцов
Иван Колев Вуцов е български футболист (централен защитник) и треньор, известен още като Вуцата.

## Кариера
Възпитаник на Янтра (Габрово).
В Левски (София) играе от 1960 до 1968 г. Има записани 213 срещи за първенство с 4 отбелязани гола, 41 мача за купата на страната и 60 международни срещи. Шампион на България с Левски (София) през 1965 и 1968 г. Печели купата на страната през 1967 г. За „А“ националния тим има 24 участия, а за „Б“ националния тим и младежкия национален отбор е изиграл по 2 мача. Носил е екипите още на Янтра (Габрово), Ботев (Пловдив) и Академик (София). Участва на Световното първенство в Англия през 1966 г., като активът му от първенството е автогол с летящ плонж и удар с глава в мача с Португалия (0:3), и участие в спорен рикошет за автогола на Иван Давидов в следващата среща с Унгария (1:3).
Като старши треньор ръководи Левски (София) 5 сезона – 1974/75, 1975/76, 1977/78, 1978/79 и 1979/80. През този период печели шампионската титла (сезон 1978/79) и 2 пъти купата на страната – 1976 и 1979 г. Под негово ръководство Левски (София) елиминира Аякс Амстердам за Купата на Уефа и достига до четвъртфинал с Барселона през 1976 г., където успява да запише победа с 5:4. Бил е треньор още на Спартак (Варна), Славия (София), Локомотив (Пловдив), Хайдук (Сплит) и националния отбор на България. Класира България на световните финали в Мексико през 1986 г., където достига до осминафинал и отпада от отбора на домакините. Дълги години е изпълнителен директор на Българския футболен съюз. В лошия му актив е и „най-скъпата плюнка“ в света – тази по тъчрефера в мача с Шотландия (1:1) през 1990 г. в София, заради която БФС е глобен 25 000 швейцарски франка, а селекционерът на националния отбор Иван Вуцов – дисквалифициран от международни мачове за четири години.

## Личен живот и смърт
Той е баща на Велислав Вуцов и Руслан Вуцов.
На 18 януари 2019 г. Иван Вуцов умира от сърдечни проблеми на 79 години в университетска многопрофилна болница за активно лечение „Света Анна“ в град София .